# Sektarianizm
Sektarianizm może być rozumiany na parę sposobów, np. jako:
- lojalność względem swojej wąskiej grupy religijno-etnicznej i realizacja jej interesów ponad np. interes narodowy[1][2]
- dyskryminacja ze względu na wewnątrzgrupowe (w obrębie ideologii politycznej, regionalnej lub narodowej) różnice fikcjonalne lub denominację w obrębie religii[3]
- proces kształtowany przez politycznych aktorów działających w określonych kontekstach, dążących do celów politycznych poprzez mobilizację społeczną[1][3]